# Torymus kiefferi
Torymus kiefferi är en stekelart som först beskrevs av Hoffmeyer 1929.  Torymus kiefferi ingår i släktet Torymus och familjen gallglanssteklar. Inga underarter finns listade i Catalogue of Life.